# كارونيا
القارونية أو (نقحرة: كارونيا) (بالإيطالية: Caronia)‏ هي بلدية في مقاطعة مِسينة في صقلية الإيطالية.

## السكان
في سنة 1861 بلغ عدد السكان 3٬665 نسمة، وتطور العدد ليصل في سنة 2011 لـ 3٬463 نسمة.
يظهر هذا المخطط البياني تطور النمو السكاني لـ قارونية